# Tarhan Erdem
Tarhan Erdem né en 1933, à Bartın et mort le 8 juin 2022 à Bodrum (Muğla), est un homme politique turc.
Diplômé de la faculté de génie civil de l'Université technique d'Istanbul. Il travaille dans les usines publiques. En 1953, il rejoint le parti républicain du peuple (CHP). Élu député d'Istanbul aux élections législatives turques de 1977, ministre de l'industrie et des technologies au Gouvernement Ecevit II. Il est interdit de la vie politique après le coup d'état en 1980. Il fonde l'entreprise de sondage d'opinion KONDA, en 1987. Il est secrétaire général de CHP (1999-2000). Il est chroniqueur dans les journaux Radikal, Milliyet et au site d'information T24. Frère de, l'ancien président de la Grande Assemblée nationale de Turquie, Kaya Erdem, marié et a 2 enfants. Mort en 2022 à cause de l'insuffisance cardiaque.